# Stefan Schnoor
Stefan Schnoor (* 18. April 1971 in Neumünster) ist ein ehemaliger deutscher Fußballspieler und heutiger -funktionär. Für den Sportsender Sport1 arbeitete er als Co-Kommentator. Er war hauptamtlich als Sportdirektor beim VfB Lübeck tätig.

## Karriere

### Als Spieler
Schnoor begann seine Karriere beim VfR Neumünster. 1991 wechselte er von Olympia Neumünster zum Hamburger SV. Als im Frühling 1992 Egon Coordes neuer Hamburger Trainer wurde, verhalf er dem zuvor bei den HSV-Amateuren eingesetzten Schnoor am 20. März 1992 zu seinem ersten Bundesligaspiel. Unter Coordes’ Nachfolger Benno Möhlmann wurde Schnoor nach dessen Amtsantritt im Herbst 1992 Stammspieler beim HSV und erhielt Mitte Dezember 1992 einen Profivertrag.
1998 wechselte Schnoor nach England zu Derby County, kehrte jedoch im November 2000 in die Bundesliga zurück. Seitdem spielte er für den VfL Wolfsburg, dessen Mannschaftskapitän er zwischenzeitlich war. Nach Abschluss der Bundesligasaison 2005/06 wurde im beiderseitigen Einvernehmen der Vertrag zum 30. Juni 2006 aufgelöst. Er kam somit auf insgesamt 277 Bundesliga-Spiele und 15 Tore. Im Dezember 2006 unterschrieb Schnoor einen bis zum 30. Juni 2007 laufenden Vertrag bei Holstein Kiel. Nachdem Schnoor am Ende der Saison 2006/07 seine Karriere schon beendet hatte, unterschrieb er im Herbst 2010 beim Hamburger Oberligisten Germania Schnelsen.

### Als Funktionär
Von Ende August 2017 bis Mitte November 2019 war Schnoor Sportdirektor des VfB Lübeck. Als Technischer Leiter war er in der Saison 2021/22 beim Regionalligisten 1. FC Phönix Lübeck tätig, arbeitete für den Verein danach als Berater und im Bereich Spielersichtung.

### Andere Tätigkeiten
Seine Vermarktungsagentur war 2010 zahlungsunfähig, mit dem Unternehmen Match-Marketing GmbH arbeitete er in der Spielerberatung. Laut Medienberichten wurde Ende Juni 2016 ein Insolvenzverfahren gegen Schnoor eingeleitet. Im November 2019 wurde er hauptberuflich in leitender Stellung im Verkauf eines dänischen Unternehmens, das Desinfektionsmittel vertreibt, tätig.
Bei Übertragungen des Sportsenders Sport1 analysierte und co-kommentierte er Montagabendspiele. Er war des Weiteren regelmäßig Gast in der Sendung Fantalk.
Seit 2013 spielt Schnoor regelmäßig für die FC St. Pauli HamburgAllstars im Rahmen des seit 2008 jährlich im Stadion Hoheluft in Hamburg stattfindenden Benefiz-Spiels Kicken mit Herz gegen die Ärztemannschaft des UKE, die Placebo Kickers Hamburg. Mit dieser Veranstaltung wird die Kinder-Herz-Station der Uniklinik Hamburg-Eppendorf unterstützt.

## Trivia
- Nach eigenen Angaben ist er nicht mit dem früheren HSV-Torhüter Horst Schnoor verwandt.
- In Neumünster ist eine Fußballhalle nach ihm benannt.[11]